# Nicolas d'Angennes
Nicolas d'Angennes (1533-1611), seigneur de Rambouillet et vidame du Mans, est un capitaine des gardes du corps du roi Charles IX, chambellan d'Henri III et vice-roi de Pologne, gouverneur de Metz et du pays Messin.

## Biographie

### Famille
Il est le fils de Jacques d'Angennes (mort en 1562), seigneur de Rambouillet, et d'Isabeau Cotereau, une des filles de Jean Cottereau. Il épouse en 1567 Julienne d'Arquenay, âgée de 15 ans, et obtient le château de Champfleury à Arquenay, dans l'actuel département de la Mayenne. Son frère, Charles d'Angennes, cardinal de Rambouillet, fut évêque du Mans. Louis d'Angennes, seigneur de Saint-Fargis, et Philippe d'Angennes, seigneur de Maintenon, étaient également frères de Nicolas d'Angennes.

### Négociateur et combattant
Il fut successivement capitaine des gardes du roi, homme instruit dans les lettres, habile négociateur et intrépide combattant. Enrico Caterino Davila et Jacques Auguste de Thou en font l'éloge.
Il accompagne en 1573 le duc d'Anjou pour son couronnement comme roi de Pologne à Cracovie. Il fut envoyé en ambassade, par Henri III, dont il avait été gouverneur, à Rome et en Allemagne.
Il est admis dans l'ordre des chevaliers du Saint-Esprit le 31 décembre 1580. Catholique, il est toujours resté très attaché à Henri IV. Lorsque les Ligueurs emmènent son épouse Julienne d'Arquenay prisonnière, à Sablé, il se lance à leur poursuite et reprend la ville en 1590.
Il est battu par Philippe-Emmanuel de Lorraine, duc de Mercœur à Craon en 1592.
« Ce vieil pharisien de Rambouillet Qui jeusne et marmotte à sa guyse, Ce pendant à grands coups de fouet Il traitte sa mère léglise. Et sy fortune favorise Lhéréticque, cest son souhait. Il nest que daller.
Michel Luette, Pique-mouches, 1592 »
Il était seigneur des fiefs du Craonnais, nommés la Croptière, le Lathay, Usage, le Chemin, la Touche, et de la châtellenie de la Boissière, 1540 ; il était même au Château de Craon en 1550. Jacques, son fils aîné, possédait ces biens en 1567.
Son fils, Charles d'Angennes (1577-1652), épouse Catherine de Vivonne (1588-1665) ; ils auront pour fille Julie d'Angennes, marquise puis duchesse de Montausier. La châtellenie de Saint-Laurent-des-Mortiers appartint à Charles, son fils, par engagement, 1605, 1645.
L'épître dédicatoire de la tragédie Cornélie de Robert Garnier lui est adressée : A Monseigneur de Rambouillet, chevalier de l'ordre du Roy, conseiller en son conseil privé, capitaine de ses gardes, seneschal et lieutenant pour sa Majesté au pays et Comté du Maine. Il en allait de même pour la tragédie d'Hippolyte.

## Nicolas d'Angennes au petit écran
- Jacques Monod dans L'Assassinat du duc de Guise (téléfilm)

## Sources partielles
- André Joubert, Étude sur les misères de l'Anjou aux XVe et XVIe siècles Voir en ligne
- « Nicolas d'Angennes », dans Alphonse-Victor Angot et Ferdinand Gaugain, Dictionnaire historique, topographique et biographique de la Mayenne, Laval, A. Goupil, 1900-1910 [détail des éditions] (BNF 34106789, présentation en ligne)